# Rencontres entre équipes de rugby à XIII et à XV
Depuis le passage au professionnalisme effectué par le rugby à XV en 1995, des rencontres entre équipes de rugby à XIII et à XV se déroulent occasionnellement.

## Détails des rencontres
Depuis que le rugby à XV a choisi, le 26 août 1995 dans les salons de l'hôtel Ambassador à Paris, de devenir « open » (euphémisme alors employé pour « professionnel »), plusieurs matchs entre équipes d'élite des deux codes (rugby à XIII et rugby à XV) ont eu lieu :
- Les mercredi 8 et samedi 25 mai 1996, Bath Rugby et Wigan Warriors, vainqueurs respectifs des championnats anglais de XV et XIII se sont rencontrés dans le cadre d'un « challenge ». Lors du premier match joué à XIII, Wigan a battu Bath 82 - 6 (mi-temps 52 - 0). Le match retour a vu la victoire de Bath 44 - 19. La confusion des scores appliquée, Wigan fut déclaré vainqueur par 101 à 50 (si un identique barème avait été retenu, l'écart aurait été plus signifiant ; dès le match aller, en effet, les seize essais et neuf buts de Wigan et l'unique essai transformé de Bath auraient dû rendre, à la mode de la Rugby Union, un score de 98 à 7 puis valoir à l'« aggloméré » des deux résultats un 117 à 51)[1].

- Quatre jours plus tard, le samedi 12 mai 1996, le Middlesex 7s, tournoi de rugby à 7, voit une nouvelle confrontation entre des équipes représentant les deux codes. Seule équipe de XIII présente, Wigan remporte le tournoi battant en finale (38 - 15) les quinzistes londoniens des Wasps. Traditionnel événement de l'univers rugbystique britannique, le Middlesex 7s met annuellement aux prises 16 équipes invitées et se pratique selon les règles du XV (union rules)[2].

- En 2002 ce fut le Bradford Bulls (XIII) qui remporta le Middlesex 7s en défaisant 42 - 14 les London Wasps. Auparavant le club treiziste avait éliminé la majoritairement fidjienne Sélection de l'Armée britannique (31 - 5) puis Gloucester (42 - 12)[3].

- Le 27 janvier 2003, c'est le club quinziste de Sale qui, sur un match, a battu les treizistes de St Helens RFC 41 - 39. La première mi-temps jouée selon les règles du XV, s'est achevée sur le score de 41 à 0 pour Sale ; la seconde fut remportée 39 à 0 par Saint Helens[4]. En l'occurrence, outre le choix stratégique de Sale d'opérer en première mi-temps principalement par mêlées ouvertes suivies de mauls — technique de jeu à laquelle les Saints se sont avérés totalement impréparés —, c'est la relative supériorité du buteur salian Richard Wrigglesworth sur son pendant Sean Long — trois transformations contre deux pour sept essais respectifs — qui a été déterminante. Il a, à cette occasion, été reproché aux dirigeants treizistes d'avoir fait montre de présomption à l'encontre de leur cousinage quinziste en acceptant qu'une telle rencontre ait lieu avant même le départ de leur propre saison (laquelle, contrairement au championnat de l’Union — qui, programmé d'août à mai, en était à son mitan —, demeure « estivale » et court de février à octobre).

- En 2011, Aurélien Cologni,  organise un match « inter-codes » entre Lézignan et le Stade français : ce match qui comprenait trois périodes de 20 minutes et était disputé selon les règles du rugby à XIII, voit la victoire des parisiens 32 à 28[5].

Ces expériences avaient été précédées par deux fameuses rencontres entre sélections anglo-galloises de chaque code, organisées plus d'un demi-siècle auparavant dans le contexte de la Seconde Guerre mondiale. Lors de ces parties jouées, en 1943 — à Leeds — et 1944 — à Bradford —, selon les règles quinzistes (de l'époque), les treizistes l'emportèrent par des marges modérées (18-11 et 15-10).